# Diaea semilutea
Diaea semilutea là một loài nhện trong họ Thomisidae.
Loài này thuộc chi Diaea. Diaea semilutea được Eugène Simon miêu tả năm 1903.